# Eisenbahnmuseum Pjöngjang
Das Eisenbahnmuseum Pjöngjang, oder Revolutionsmuseum des Eisenbahnministeriums, ist ein Museum zu der Thematik der Eisenbahn. Das wichtigste Thema ist die Elektrifizierung in Nordkorea. Einen großen Platz in der Ausstellung nimmt die Rolle der Bahn während des Koreakrieges und der Zeit danach ein. Ein weiteres Thema ist die Rolle Kim Il-sungs im vermeintlichen Zusammenhang mit der Eisenbahn aus gesellschaftlicher sowie politischer Sicht. Technische Daten werden eher beiläufig erläutert. In den Räumlichkeiten befinden sich mehrere großformatige Gemälde. Insgesamt verfügt das Gebäude über drei Etagen, die Innenräume sind mit Marmor ausgekleidet. Die fünf historischen Eisenbahnfahrzeuge befinden sich im angeschlossenen Nebengebäude Revolutionsfahrzeugmuseum. Einige Schienenfahrzeuge sind auch in der Ausstellung der drei Revolutionen ausgestellt.
Das Museum hat immer werktags geöffnet. Es befindet sich gegenüber dem Hauptbahnhof Pjöngjang im Bezirk Chung-guyŏk in der Verwaltungseinheit Ryusong-dong.